# 24125 Sapphozoe
24125 Sapphozoe è un asteroide della fascia principale. Scoperto nel 1999, presenta un'orbita caratterizzata da un semiasse maggiore pari a 2,8361559 UA e da un'eccentricità di 0,0826539, inclinata di 3,12969° rispetto all'eclittica.